# پارکر کورنینگ
پارکر کورنینگ (انگلیسی: Parker Corning; ۲۲ ژانویهٔ ۱۸۷۴ – ۲۴ مهٔ ۱۹۴۳) کارآفرین و سیاستمدار اهل ایالات متحده آمریکا بود، که در سال ۱۸۹۵ شرکت آلبانی اینترنشنال را تأسیس کرد.